# Imelda Daza
Imelda Daza Cotes, née à Valledupar le 17 mars 1948, est une économiste, enseignante et militante politique colombienne, et nationalisée suédoise.
Elle a participé à des mouvements politiques de gauche de la Colombie et de la Suède. En 1986, Elle est élue conseiller municipal de l'Union Patriótica mais doit s'exiler en raison de menaces de mort. Elle revient en Colombie en juin 2015 pour se présenter comme candidate comme gouverneur du département de Cesar.
En tant que membre d'Union Patriótica, elle parcourt le pays dans le cadre du mouvement Pédagogie par la Paix et en faisant la promotion du “Oui” pour le Plébiscite. En octobre 2016, elle est désignée comme porte-parole à la Chambre des Représentants pour le parti Voix de Paix et Réconciliation, qui accompagne la réalisation de l'Accord de Paix. Elle figure dans la liste de “La Chaise Vide” parmi les cinquante personnes clefs pour le succès de l'après-conflit. Le 1er novembre 2017, elle est choisie comme la vice-présidente potentielle de Rodrigo Londoño, candidat des FARC pour l'élection présidentielle de 2018.
Elle est élue sénatrice en Colombie en 2022.

## Exil en Suède
Imelda Daza a habité pendant 26 ans à Jönköping, où elle a travaillé en tant qu'enseignante et comme universitaire. Elle a été élue  conseillère municipale par le Parti Social-démocrate suédois puis par le Parti de Gauche pendant 15 ans, jusqu'en 2018. Elle a également été trois fois candidate au Parlement.
En 1996, elle tente de revenir en Colombie, mais au vu de la situation de conflit régnante dans le pays et du nombre important de connaissances assassinées à Valledupar, elle revient en Suède.

## Retour en Colombie
Invitée par ses amis, Imelda revient à Valledupar le 25 juin 2015 pour se présenter comme candidate comme gouverneur du département de Cesar, avalisée par l'Union Patriotique et avec l'appui d'Alliance Verte  et du Pôle démocratique alternatif. Parmi ses propositions les plus représentatives figurent l'agrandissement du réseau d'hôpitaux du département, ainsi qu'une meilleure répartition pour les budgets d'éducation, et une gestion économique plus équitable.